# Ronson Williams
Ronson Anthony Williams (Georgetown, 15 de julio de 1987 - desaparecido en 10 de septiembre de 2016) fue un futbolista de Guyana que juega como arquero. Su último equipo fue el Alpha United FC de la GFF Elite League de Guyana. Era uno de los porteros más altos del mundo, ya que registraba una estatura de 2 metros.

## Trayectoria
Debutó con 21 años para el Alpha United, uno de los grandes de su país. Sus buenas atajadas le valieron la intención de clubes extranjeros del Caribe de contratarlo. No fue hasta mediados del 2012, cuando el Caledonia AIA de Trinidad y Tobago lo incorporó a sus filas. En 2013, fichó por el club guyanés Slingerz FC. Volvió al Alpha United un tiempo después y jugó por el club hasta el 10 de septiembre de 2016 cuándo desaparició con su amigo Carlos Anderson.

## Selección nacional
Jugó su primer partido con la selección de fútbol de Guyana el 3 de septiembre de 2008 frente a Trinidad y Tobago en un amistoso.
Había jugado por su selección en la edición clasificatoria a la Copa Mundial del 2014, además de otros partidos, como de la Copa del Caribe.
Llevaba 30 partidos jugados por su selección.

## Clubes
| Club            | País              | Año         |
| --------------- | ----------------- | ----------- |
| Alpha United FC | Guyana            | 2008 - 2012 |
| Caledonia AIA   | Trinidad y Tobago | 2012 - 2013 |
| Slingerz FC     | Guyana            | 2013 - ?    |
| Alpha United FC | Guyana            | ? - 2016    |

## Palmarés

### Títulos nacionales
| Título      | Club            | País   | Año     |
| ----------- | --------------- | ------ | ------- |
| Copa Mayors | Alpha United FC | Guyana | 2007/08 |

### Distinciones individuales
| Distinción                 | Año  |
| -------------------------- | ---- |
| Mejor Futbolista de la GFF | 2010 |